# Navarretia squarrosa
Navarretia squarrosa là một loài thực vật có hoa trong họ Polemoniaceae. Loài này được (Eschsch.) Hook. & Arn. mô tả khoa học đầu tiên năm 1839.

## Hình ảnh

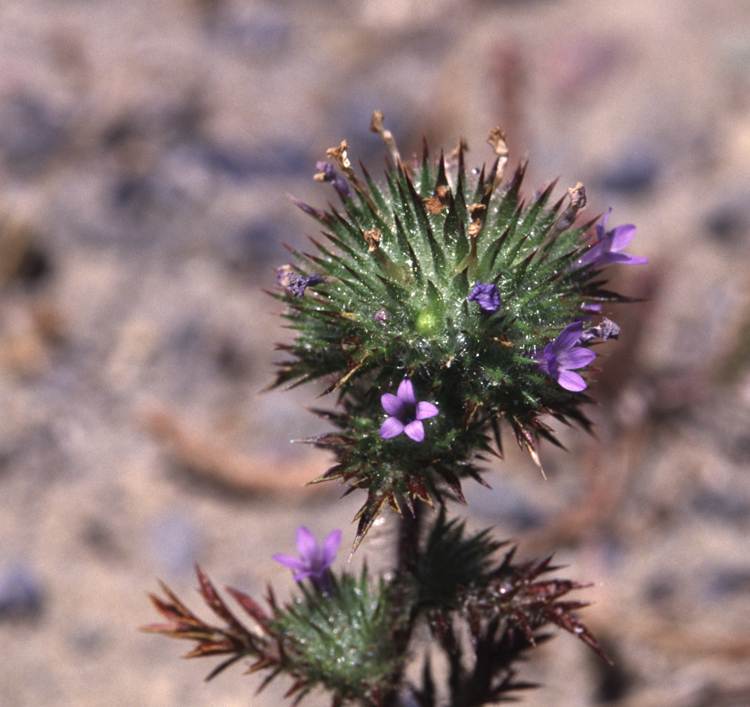